# 井原千佳
井原 千佳（いはら ちか)は、名古屋のプロネイリスト。
プロのネイリストと同時にピュアネイルカレッジ学院長と有限会社ピュアカンパニーの代表取締役を兼任する。海外でも高い技術が認められ全米ネイル雑誌NAIL PROよりBIG10に選ばれる

## 経歴
- 海外セミナー講師、ビューティーショーデモンストレーションも多数担当
- ピュアネイルカレッジJNA本部認定校　学院長
- NPO法人日本ネイリスト協会　常任本部認定講師
- NPO法人日本ネイリスト協会　マスターエデュケーターL
- JNA認定講師試験　試験官2022年
- JNECネイリスト技能検定試験　試験官2023年
- JNAジェルネイル検定試験　試験官2023年
- 一般社団法人保育士ネイル協会　理事
- ソネ研グランマイスタースペリオール
- Nail de Dance Maste instructor
- Presto L・E・D GEL エデュケーターグランテ
- ベトロジェル　エグザミナー

他、複数メーカーエデュケーターを兼任

## 受賞歴
| 大会・SHOW・イベント                          | パート                           | 部門                    | 着順                 |
| --------------------------------------------- | -------------------------------- | ----------------------- | -------------------- |
| 2004ジェルネイルコンファレンス（日本）        | -                                | 総合部門                | 2位                  |
| 2004ジェルネイルコンファレンス（日本）        | -                                | フレンチスカルプ        | 2位                  |
| 2004 Nail Festival（日本）                    | ジェルフレンチチップオーバーレイ | -                       | 優勝                 |
| 2005 Nail Olympics（日本）                    | ジェルネイルコンファレンス杯     | -                       | 2位                  |
| 2005 NAIL EXPO (日本)                         | ワールドカップ選手権             | オールイクステンション  | 2位                  |
| 2006 ISSE ロングビーチ（ロサンゼルス）        | コンペスタイル フレンチスカルプ  | ベテラン部門            | 優勝                 |
| 2006 ISSE ロングビーチ（ロサンゼルス）        | ロンサクセス フレンチスカルプ    | ベテラン部門            | 2位                  |
| 2006 ジェルネイルコンファレンス（日本）       | 総合                             | -                       | グランドチャンピオン |
| 2006 ジェルネイルコンファレンス（日本）       | フレンチスカルプ                 | -                       | 優勝                 |
| 2006 ジェルネイルコンファレンス（日本）       | フレンチチップオーバーレイ       | -                       | 優勝                 |
| 2006 シカゴ ミッドウエスト ビューティーショー | フレンチチップオーバーレイ       | ベテラン部門            | 優勝                 |
| 2006 シカゴ ミッドウエスト ビューティーショー | サロンサクセス フレンチスカルプ  | ベテラン部門            | 2位                  |
| 2006 LAS VEGAS HAIR&NAIL CONFERENCE           | フレンチチップオーバーレイ       | MASTER部門              | 2位                  |
| 2006 NSSE in Anaheim (アナハイム)             | コンペスタイル フレンチスカルプ  | ベテラン部門            | 優勝                 |
| 2006 NSSE in Anaheim (アナハイム)             | サロンサクセス フレンチスカルプ  | ベテラン部門            | 優勝                 |
| 2007 LAS VEGAS HAIR&NAIL CONFERENCE           | コンペスタイル フレンチスカルプ  | ベテラン部門            | 2位                  |
| 2007 LAS VEGAS HAIR&NAIL CONFERENCE           | サロンサクセス フレンチスカルプ  | ベテラン部門            | 2位                  |
| 2007 LAS VEGAS HAIR&NAIL CONFERENCE           | サロンサクセス フレンチスカルプ  | ベテラン部門            | 2位                  |
| 2007 NAIL EXPO (日本)                         | 世界ネイリスト選手権             | -                       | 2位                  |
| 2008 NSJ Nail Academy Competition(日本)       | -                                | トップネイリスト部門    | 2位                  |
| 2009 GLOBAL NAIL CUP (韓国)                   | フレンチチップオーバーレイ       | ベテラン部門            | 2位                  |
| 2009 GLOBAL NAIL CUP (韓国)                   | フレンチスカルプ                 | ベテラン部門            | 3位                  |
| 2010 GLOBAL NAIL CUP (韓国)                   | チップオーバーレイ               | フレンチリレーDivisionⅡ | 優勝                 |
| 2010 LAS VEGAS HAIR&NAIL CONFERENCE           | ミラーイメージ                   | ベテラン部門            | 優勝                 |

※3位以上の受賞歴のみ